# Billy & Chuck
Billy e Chuck foi um tag team de wrestling profissional. O Tag Team era formado por Billy Gunn e Chuck Palumbo no WWE.

## História
Billy e Chuck na partida final ocorreu no conjunto SmackDown! na primeira rodada de um torneio para o recém-criado WWE Tag Team Championship. Eles perderam o jogo para a equipe de Ron Simmons e Reverend D-Von.[4] Gunn recebeu uma lesão no ombro durante a partida, e foi retirado da televisão. A equipe tranquilamente separados por Chuck entrar em competições individuais e Billy voltou com sua gimmick Mr. Ass.

## No Wrestling
- Finishing tag team moves
  - Code Red[1] (Electric chair / Diving clothesline combination)
- Billy's finishing moves
  - Fame–Ass–er[1] (Leg drop bulldog, sometimes from the top rope)
- Chuck's finishing moves
  - Superkick[1]

- Managers
  - Rico[1]

## Entrada
- "I've Got It All" by Jim Johnston
- "You Look So Good to Me" by Jim Johnston

## Titulos
- Pro Wrestling Illustrated
  - PWI Tag Team of the Year (2002)[2]

- World Wrestling Federation / World Wrestling Entertainment
  - WWF/E Tag Team Championship (2 times)